# Giro del Veneto 1942
Il Giro del Veneto 1942, diciottesima edizione della corsa, si svolse il 26 luglio 1942 su un percorso di 237,8 km con partenza e arrivo a Padova. Organizzato dalla S.C. Padovani e valido come quinta prova del Giro d'Italia di guerra 1942, fu vinto dall'italiano Pierino Favalli, che completò il percorso in 7h29'30" precedendo in volata i connazionali Olimpio Bizzi e Osvaldo Bailo. Conclusero la prova 29 dei 51 ciclisti al via.

## Percorso
Partita da Padova, la corsa attraversò nell'ordine Cittadella, Bassano del Grappa, Fontanelle, Conco, Asiago, Caltrano, Schio, Valle dei Signori, il Passo Xon, Recoaro Terme, Valdagno, Vicenza, Longare, Agugliaro, Vo' e Teolo, e si concluse sulla pista del Campo Sportivo Monti a Padova.

## Ordine d'arrivo (Top 10)
| Pos. | Corridore            | Squadra              | Tempo    |
| ---- | -------------------- | -------------------- | -------- |
| 1    | Pierino Favalli      | Legnano              | 7h29'30" |
| 2    | Olimpio Bizzi        | Bianchi              | s.t.     |
| 3    | Osvaldo Bailo        | Viscontea            | s.t.     |
| 4    | Mario De Benedetti   | Legnano              | s.t.     |
| 5    | Gino Bartali         | Legnano              | s.t.     |
| 6    | Glauco Servadei      | Bianchi              | s.t.     |
| 7    | Fiorenzo Magni       | Bianchi              | s.t.     |
| 8    | Alfredo Martini      | S.C. Pontecchi       | s.t.     |
| 9    | Alcide Raffoni       | Polisp. Forlì        | s.t.     |
| 10   | 10 ciclisti ex aequo | 10 ciclisti ex aequo | s.t.     |